# علی‌اکبر مهدوی‌فر
علی‌اکبر مهدوی‌فر(زاده ۱۲۹۹ - درگذشته ۱۳۵۹) بازیگر فیلم اهل ایران بود.

## زندگی‌نامه
- متولد:۱۲۹۹ در تهران
- تحصیلات: متوسطه
- فعالیت در تئاتر از: ۱۳۲۸ بازیگر نمایش‌های سیاه بازی
- فعالیت در سینما از: ۱۳۳۵ با دزدان معدن

## فیلم‌شناسی

### تلویزیونی
1. کیمیاگر (۱۳۵۳)
2. دلیران تنگستان (۱۳۵۲) در نقش «باقرخان»
3. داش پالکی (۱۳۴۹)
4. دایی‌جان ناپلئون (۱۳۵۵) در نقش «عکاس دوره‌گرد و اردواس ارمنی»
5. زیر بازارچه (۱۳۵۲)
6. خسرو میرزای دوم (۱۳۵۶)
7. تلخ و شیرین (۱۳۵۳)
8. مرد اول (۱۳۵۵)

### سینمایی
1. امشب اشکی می‌ریزد (۱۳۵۷)
2. هجرت (۱۳۵۷)
3. پرستوهای عاشق (۱۳۵۶)
4. خاتون (۱۳۵۶)
5. دو کله‌شق (۱۳۵۶)
6. صبح خاکستر (۱۳۵۶)
7. صمد در راه اژدها (۱۳۵۶)
8. مشکل آقای اعتماد (۱۳۵۶)
9. بت (۱۳۵۵)
10. بیدار در شهر (۱۳۵۵)
11. پسرک (۱۳۵۵)
12. جایزه (۱۳۵۵)
13. راز (۱۳۵۵)
14. ستیز (۱۳۵۵)
15. سینه‌چاک (۱۳۵۵)
16. شیر خفته (۱۳۵۵)
17. غرور و تعصب (۱۳۵۵)
18. مادر جونم عاشق شده (۱۳۵۵)
19. میهمان (۱۳۵۵)
20. پاشنه طلا (۱۳۵۴)
21. دختر نگو، بلا بگو (۱۳۵۴)
22. رقیب (۱۳۵۴)
23. زیبای پررو (۱۳۵۴)
24. شاهرگ (۱۳۵۴)
25. آقا رضای گل (۱۳۵۳)
26. الکی خوش (۱۳۵۳)
27. سازش (۱۳۵۳)
28. گوزن‌ها (۱۳۵۳)
29. باجناغ (۱۳۵۲)
30. تنگسیر (۱۳۵۲)
31. حریص (۱۳۵۲)
32. روسیاه (۱۳۵۲)
33. کاکا سیاه (۱۳۵۲)
34. نامحرم (۱۳۵۲)
35. استوار و پاسبان (۱۳۵۱)
36. بابا نان داد (۱۳۵۱)
37. حسن سیاه (۱۳۵۱)
38. رضا هفت خط (۱۳۵۱)
39. عباسه و جعفر برمکی (۱۳۵۱)
40. همیشه قهرمان (۱۳۵۱)
41. برای که قلب‌ها می‌تپد (۱۳۵۰)
42. یک چمدان سکس (۱۳۵۰)
43. بهرام شیردل (۱۳۴۷)
44. چهار درویش (۱۳۴۷)
45. شکار شوهر (۱۳۴۷)
46. غم‌ها و شادی‌ها (۱۳۴۶)
47. ستاره‌ای چشمک زد (۱۳۴۲)
48. دزدان معدن (۱۳۳۵)